# Flávio Cunha
Flávio Cunha é um economista brasileiro.
Em junho de 2000 obteve um mestrado em economia na Fundação Getúlio Vargas. Obteve um PhD pela Universidade de Chicago em junho de 2007. De julho de 2007 a junho de 2008 foi Lecturer da Universidade da Pensilvânia, onde foi Professor Assistente de julho de 2008 a junho de 2014. É Professor Associado da Universidade Rice desde julho de 2014.
Recebeu a Medalha Frisch de 2014, juntamente com James Heckman e Susanne Schennach.